# 新越谷郵便局
新越谷郵便局（しんこしがやゆうびんきょく）は、埼玉県越谷市にある郵便局である。

## 概要
住所：〒343-8799　埼玉県越谷市流通団地1-3-2
- 郵便事業専門の無集配普通郵便局（地域区分局）「新越谷郵便局」として開局、郵政民営化に際し名称を「新越谷支店」に改称したが、2社統合に伴い名称を再度「新越谷郵便局」に改称した。
- ゆうメール等の大量差出の引受業務を受け持つ。
- 開局時より常設の窓口は設置されず、ゆうゆう窓口のみ開設されている。

## 沿革
- 2006年（平成18年）11月20日 - 新越谷郵便局として開局。さいたま新都心郵便局および越谷郵便局からゆうパックの地域区分局業務を移管。
- 2007年（平成19年）3月5日 - 銀座郵便局から冊子小包等の大量差出の引受業務を移管。
- 2007年（平成19年）10月1日 - 民営化に伴い郵便事業株式会社の支店となり、名称を新越谷支店に改称。
- 2012年（平成24年）
  - 5月13日 - 郵便番号上2桁が33および34の地域のゆうパックに係る地域区分業務を新岩槻支店へ移管。
  - 10月1日 - 郵便事業株式会社と郵便局株式会社の統合に伴い日本郵便株式会社の郵便局となり、名称を新越谷郵便局に改称。
- 2015年（平成27年）9月1日 - ゆうゆう窓口の24時間営業を廃止。
- 2016年（平成28年）10月11日 - ゆうゆう窓口が一時閉鎖。
- 2017年（平成29年）2月6日 - ゆうゆう窓口再開。越谷郵便局の郵便集配業務およびゆうゆう窓口を全て継承[1][2]。当局の郵便番号が〒343-9799から、前日まで越谷郵便局およびゆうちょ銀行越谷店が使用していた〒343-8799へ変更[3]。

## 取扱内容
- 郵便、越谷市内の集配業務、印紙、ゆうパック、内容証明、国際返信切手券、ゆうゆう窓口

## 周辺
- 越谷流通団地
- 越谷貨物ターミナル駅

## アクセス
- JR武蔵野線 南越谷駅（北口）・東武伊勢崎線 新越谷駅（東口）より徒歩約25分